# 티시나

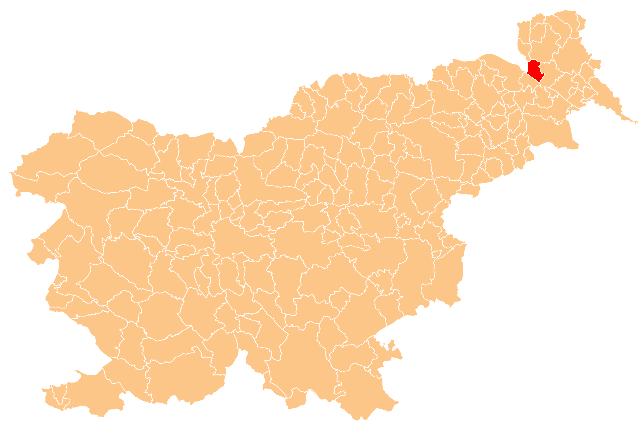
티시나의 위치

티시나(슬로베니아어: Tišina, 헝가리어: Csendlak 첸들러크[*])는 슬로베니아 북동부에 위치한 도시로 면적은 38.8km2, 인구는 4,353명(2008년 기준), 인구 밀도는 112.19명/km2이다. 전통적으로는 프레크무레 지역에 속한다.